# Molen van het Aldt Huys
De Molen van het Aldt Huys is een verdwenen watermolen op de Lingsforterbeek in Arcen in de Nederlandse gemeente Venlo.
De watermolen werd gebruikt als korenmolen en had een onderslagrad.

## Geschiedenis
Circa 1421 werd de watermolen gebouwd en lag in de directe nabijheid van een boerderij met de naam Wijdtvelderhof. 
In de 17e eeuw werd de beek verlegd om de Wymarse Molen van water te voorzien.
Rond 1930 werd het spaarbekken van de molen gedempt.
Benders Molen · Bovenste Molen · Distelmolen · Geërfdenmolen · Molen van Geurts · Goofersmolen · Goossensmolentje · Hellmolen · Holtmeule · Italiëmolen · Jansens Standerdmolen · Laaghuismolen · Lohofsmolen · Maagdenbergsmolen · Maalbekermolen · Molen van het Aldt Huys · De Meule · Munnikemolen · Oliemolen · Onderste Molen · Ottenmolen · Panhuismolen · Patersmolen · Peetersmolen · Picardiemolen · Polvermolen · Sint-Antoniusmolen · Spanjaertsmolen · Stadsmolen · Molen van Van der Steen · Rijstpelmolen Van Dinteren · Rosmolen Verzijl · Villegerveldsmolen · Watermeule · Watermolen Lomm · Weizemolen · Wymarse Molen